# Fantomette
Fantomette (Fantômette) è una serie animata franco-canadese prodotta nel 1999, basata sugli omonimi romanzi scritti da Georges Chaulet. In Francia andò in onda su France 3 il 6 settembre 2000 e in Italia su Rai 3 dal 2002 fino alla conclusione; verrà riproposto su Rai Sat Smash nel 2007 e su Rai Gulp nel novembre 2009. Alcuni episodi selezionati sono stati raccolti in una collezione di 4 VHS (8 episodi in totale) e in due cofanetti da 3 VHS ciascuno (6 episodi in totale). Successivamente è stato commercializzato un DVD contenente 4 episodi, ma mai la serie completa.

## Trama
Frenny, giovane studentessa di 14 anni, residente a Fantaville, assume segretamente i panni della giustiziera Fantomette e combatte contro Maschera d'Argento, un ricco benefattore che nasconde traffici loschi.

## Personaggi
Frenny (Françoise Dupont)/Fantomette
Quattordicenne studiosa e saggia, i suoi genitori (gli archeologi Hélène e Guillaume) sono scomparsi in Egitto ed è stata perciò allevata dalla sua governante, Madame Charpentier.
Alex (Alexandre)/Occhio di Lince (Oeil de Lynx)
Amico di Frenny, è l'unico che ne conosce la doppia identità e l'aiuta sotto le spoglie di Occhio di Lince. È il figlio di Madame Charpentier e ha due sorelle, Tilly e Molly. Lavora alla redazione del giornale Flash.
Maschera d'Argento (Masque d'Argent)
Benefattore di Fantaville, è ufficiosamente un criminale. Al suo servizio, Furetto, Vera Virabova e Vlad. Viene sconfitto e smascherato da Fantomette e poi catturato e arrestato dalla polizia.

## Lista episodi
| nº | Titolo italiano              | Titolo francese                | Prima TV Francia | Prima TV Italia |
| -- | ---------------------------- | ------------------------------ | ---------------- | --------------- |
| 1  | L'affare presto in forma     | L'affaire Vitenform            | 6 settembre 2000 | 2002            |
| 2  | I gemelli                    | Les jumeaux de l'impossible    |                  |                 |
| 3  | Fantomette contro Fantomette | Fantômette contre Fantômette   |                  |                 |
| 4  |                              | L'effaceur de souvenir         |                  |                 |
| 5  | Le cinque chiavi di Kefren   | Les cinq clés de Kephren       |                  |                 |
| 6  | La mummia                    | La Malédiction de la momie     |                  |                 |
| 7  |                              | Filloire broie du noir         |                  |                 |
| 8  |                              | Fantômette tire les ficelles   |                  |                 |
| 9  | La carica degli ortaggi      | Dyna et les Rolling Fruts      |                  |                 |
| 10 | La via dell'oro              | Rue du pactole                 |                  |                 |
| 11 |                              | Le furet joue avec le feu      |                  |                 |
| 12 |                              | Le cœur du serpent             |                  |                 |
| 13 | Lo strano caso del Dr. K     | L'Étrange cas du Docteur K     |                  |                 |
| 14 |                              | La nuit des anges              |                  |                 |
| 15 |                              | Chantage sur Furtive-Ville     |                  |                 |
| 16 | Il richiamo del passato      | Le retour du passé             |                  |                 |
| 17 |                              | Le mystère Dupont              |                  |                 |
| 18 |                              | Le venin du mécène             |                  |                 |
| 19 |                              | Haute voltige                  |                  |                 |
| 20 | Ricordi preziosi             | L'Évadé des souvenirs          |                  |                 |
| 21 |                              | Pour sauver Œil de Lynx        |                  |                 |
| 22 |                              | À côté de la plaque            |                  |                 |
| 23 |                              | L'enlèvement                   |                  |                 |
| 24 |                              | Chouette histoire              |                  |                 |
| 25 | Falsari                      | Faux-semblants                 |                  |                 |
| 26 |                              | La vérité est au fond du puits |                  |                 |